# Manuel Roque Gameiro
Manuel Roque Gameiro ( Lisboa, 1892 - Lisboa, 25 de septiembre de 1944 ) fue un pintor portugués .
Era hijo de Alfredo Roque Gameiro.  Destacó en la pintura con acuarela, las cuales a menudo firmaba con el seudónimo de Manuel Migança, nombre con el que se conocía a su abuelo paterno. Fue distinguido por la Sociedad Nacional de Bellas Artes con una medalla de segunda clase, y su obra ha sido incluida en varias exposiciones. Influenciado por el modernismo, incluso participó en los salones de independientes  . Colaboró como caricaturista en los periódicos O Xulão, A Capital, O Século, O Riso, O Domingo Ilustrado  (1925-1927), Noticias Ilustrado y otros.